# コンテイジョン
『コンテイジョン』（Contagion）は、2011年のアメリカのスリラー映画。高い確率で死をもたらす感染症の脅威とパニックを描く。
キャッチコピーは「【恐怖】は、ウイルスより早く感染する。」

## あらすじ
香港での所用を済ませたベス・エムホフは、元恋人と関係を持つためにシカゴに立ち寄る。2日後、ミネアポリス郊外の自宅でベスがけいれんを起こし意識を失う。ベスの夫ミッチ・エムホフは慌てて病院に運ぶが、ベスは死因不明で病死する。ミッチが自宅に戻ると継子のクラークがそっくりな症状で死んでいた。ミッチは隔離されるが、正体不明の病気に免疫があることが判明し、解放される。自宅では10代の娘ジョリーが待っている。
アトランタではDHS（国土安全保障省）の職員らがCDC（疾病予防管理センター）のエリス・チーヴァーに会い、この病気がサンクスギビングの休みを狙った生物兵器によるテロではないかとの懸念を伝える。チーヴァーはEIS（CDCの1部門）の'病気の探偵'であるエリン・ミアーズをミネアポリスに派遣し、調査に当たらせる。ミアーズは発生源をベスまでさかのぼって突き止める。ミアーズは地元の役人と交渉するが、感染拡大阻止に向けて協力を得ることができないまま、感染し死んでしまう。ウイルスが広がるにつれ、シカゴやミネアポリスは封鎖され、強奪などが発生する。
CDCではアリー・ヘクストールが、ウイルスがブタ由来の遺伝物質とコウモリウイルスの合成物であることを突き止めるが、治療の研究は行き詰まる。研究者らが新たにMEV-1として同定されたそのウイルスにはどの培地が適しているかが解明されないからである。カリフォルニア大学サンフランシスコ校のイアン・サッスマンはチーヴァーのサンプルは破棄するようにとの指示にしたがわず、コウモリの細胞を使う有効な培地を見つける。ヘクストールはこれを突破口にワクチン開発を進める。他の研究者らはウイルスが接触感染し、変異するとR 0が4の割合で広まることを突き止める。また、全世界で12人に1人が感染し、致死率は25から30％になるだろうと予測する。
陰謀論者のアラン・クラムウィディはウイルスについてのビデオをブログに公開する。その中には、レンギョウに由来するホメオパシーにより自身の感染が治ったと主張するものがあった。人々はレンギョウを求めて薬局に殺到する。テレビ番組でのインタビューで、クラムウィディはチーヴァーが密かに恋人をシカゴ封鎖前に退避させたことを暴露する。チーヴァーは捜査対象となり公聴会への出席を求められる。レンギョウの売上げを伸ばそうと詐病したクラムウィディは、共同謀議と証券詐欺と過失致死の罪で逮捕されるが、熱心な支持者たちの金で保釈される。
弱毒化ウイルスを使用して、ヘクストールは有望なワクチンを見つける。感染患者からの同意を得る手間を省こうと、ヘクストールは自身にその開発中のワクチンを注射して、感染患者である父親を見舞う。彼女はMEV-1に感染せず、ワクチンは有効であるとされる。CDCはワクチン接種の順番を誕生日による抽選とする。この時点で、全米では250万人、全世界では2600万人が死亡している。
香港ではWHO（世界保健機関）の疫学者レオノーラ・オランテスと公衆衛生職員らがベスを初発症例だと突き止める。政府職員のスン・フェンはオランテスを拉致し、自身の出身村用にMEV-1のワクチンを入手するための人質とする。WHOはワクチンと引き換えに彼女を解放させる。オランテスはそのワクチンがプラセボであることを知ると、そのことを村民に警告しようと走り出す。
物語の終幕には、感染源の根源が回想シーンで描かれる。中国でベスが感染する何日も前に、ベスが取締役を務める会社のブルドーザーが木をなぎ倒しコウモリが飛んで逃げていく。その1匹が豚小屋に飛び込んでバナナのかけらを落とし、そのバナナをブタが食べてウィルスの宿主となる。そのブタは香港に運ばれて屠殺され、それを調理したコックが手を洗わずにカジノでベスと握手をした結果、ウイルスが彼女に感染していたことを明らかにしつつ幕となる。

## キャスト
※括弧内は日本語吹替
- レオノーラ・オランテス医師 - マリオン・コティヤール（冬馬由美）
- ミッチ・エムホフ - マット・デイモン（内田夕夜）
- エリス・チーヴァー医師 - ローレンス・フィッシュバーン（玄田哲章）
- アラン・クラムウィディ - ジュード・ロウ（宮内敦士）
- ベス・エムホフ - グウィネス・パルトロー（本田貴子）
- エリン・ミアーズ医師 - ケイト・ウィンスレット（林真里花）
- ライル・ハガティ公衆衛生局士官部隊准将 - ブライアン・クランストン（浦山迅）
- アリー・ヘクストール医師 - ジェニファー・イーリー（山像かおり）
- オーブリー・チーヴァー - サナ・レイサン（沢田泉）
- イアン・サッスマン博士 - エリオット・グールド（真田五郎）
- スン・フェン - チン・ハン
- ロジャー - ジョン・ホークス

## 製作
2010年2月に企画が発表され、1999年の『リプリー』以来となるマット・デイモンとジュード・ロウの共演が明らかになった。同月、ケイト・ウィンスレットとマリオン・コティヤールの出演が決まった。製作者たちはアメリカ疾病予防管理センター (CDC) や他の感染症の専門家から情報や助言を得た。撮影は2010年9月に香港で始まり、当初はアトランタ、シカゴ、ミネアポリス、ドバイ、日本、スイス、イギリス、ブラジル、ロシア、マレーシアで2011年1月11日までに行われる予定だった。2011年2月にはサンフランシスコで追加撮影が行われた。当初3Dカメラによる撮影が計画されていたが、テストの結果中止された。

## 公開
映画は2011年9月3日、第68回ヴェネツィア国際映画祭で初上映された後、アメリカとカナダでは2011年9月9日にIMAXの劇場254館を含む3,222館で公開され、週末3日間で約2,240万ドルを売り上げてランキング1位となった。公開は当初2011年10月21日に予定されていた。
本作ははっきりとホラー映画であると宣伝されているわけではないが、ホラーファンからも注目を集めており、出資社の一つパーティシパント・メディアはパンデミックへの対処法や実在する「ウイルス・ハンター」の仕事を紹介するキャンペーンを立ち上げている。

## 評価
映画のレビューを集積するウェブサイトRotten Tomatoesは165個のレビューに基づき、好意的な評価の割合を84%、評価の平均を7.2/10、批評家の総意を「緊張感があり、しっかりと画策され、そして優れたキャストによって支えられた『コンテイジョン』は、際立って洗練された—そして恐ろしい—ディザスター映画である」としている。Metacriticは37個の批評に基づき、70/100という「広く好ましい評価」の加重平均値を示している。CinemaScoreの市場調査によると、初日に劇場を訪れた観客の評価はAからFの間で「B-」だった。
2019年末から始まった新型コロナウイルス感染症"COVID-19"の世界的な感染拡大に伴い、デマと陰謀論の拡散、医療従事者の感染および伝染、無症状のまま感染を広げる可能性、買い占めや都市封鎖といった本作で描かれた事象の数々が現実に発生しており、本作のために行われた考証や予測の適確さが再評価された。出演者のローレンス・フィッシュバーン、ケイト・ウィンスレット、ジェニファー・イーリー、マット・デイモンが手洗いの励行・不要不急の外出を控えるなど感染を避ける方法と冷静な対応をYoutube動画で呼びかける一方、考証を務めたイアン・リプキン医師、ハガティ准将を演じたブライアン・クランストンのCOVID-19罹患が複数のメディアで伝えられている。